# Salts al Campionat del Món de natació de 2013 – 1 metre trampolí femení
La prova de 1 metre trampolí femení es va disputar el 21 i el 23 de juliol de 2013 a la Piscina Municipal de Montjuïc de Barcelona. La preliminar es va celebrar el dia 21, i la final el dia 23.

## Resultats
Verd: Classificats per la final
| Posició | Saltadora           | País            | Preliminar | Preliminar | Final  | Final   |
| Posició | Saltadora           | País            | Punts      | Posició    | Punts  | Posició |
| ------- | ------------------- | --------------- | ---------- | ---------- | ------ | ------- |
| 1       | He Zi               | R.P. de la Xina | 287.70     | 1          | 307.10 | 1       |
| 2       | Tania Cagnotto      | Itàlia          | 284.85     | 2          | 307.00 | 2       |
| 3       | Wang Han            | R.P. de la Xina | 284.00     | 3          | 297.75 | 3       |
| 4       | Dolores Hernandez   | Mèxic           | 252.85     | 8          | 272.40 | 4       |
| 5       | Pamela Ware         | Canadà          | 261.45     | 6          | 265.10 | 5       |
| 6       | Tina Punzel         | Alemanya        | 260.60     | 7          | 264.50 | 6       |
| 7       | Daria Govor         | Rússia          | 250.80     | 9          | 256.45 | 7       |
| 8       | Uschi Freitag       | Països Baixos   | 239.55     | 10         | 254.60 | 8       |
| 9       | Cheong Jun Hoong    | Malàisia        | 265.25     | 4          | 245.70 | 9       |
| 10      | Brittany Broben     | Austràlia       | 239.20     | 11         | 241.85 | 10      |
| 11      | Deidre Freeman      | Estats Units    | 263.00     | 5          | 236.30 | 11      |
| 12      | Daniella Nero       | Suècia          | 237.15     | 12         | 206.15 | 12      |
| 13      | Chan Sharon         | Hong Kong       | 233.15     | 13         | 27     | 13      |
| 14      | Samantha Pickens    | Estats Units    | 232.65     | 14         | 26     | 14      |
| 15      | Anastasiia Nedobiga | Ucraïna         | 230.05     | 15         | 25     | 15      |
| 16      | Arantxa Chávez      | Mèxic           | 228.85     | 16         | 24     | 16      |
| 17      | María Betancourt    | Veneçuela       | 228.80     | 17         | 23     | 17      |
| 18      | Maddison Keeney     | Austràlia       | 225.50     | 18         | 22     | 18      |
| 19      | Hannah Starling     | Regne Unit      | 224.75     | 19         | 21     | 19      |
| 20      | Julia Vincent       | Sud-àfrica      | 222.40     | 20         | 20     | 20      |
| 21      | Marion Farissier    | França          | 222.35     | 21         | 19     | 21      |
| 22      | Sophie Somloi       | Àustria         | 221.70     | 22         | 18     | 22      |
| 23      | Maria Marconi       | Itàlia          | 221.55     | 23         | 17     | 23      |
| 24      | Cho Eun-Bi          | Corea del Sud   | 221.50     | 24         | 16     | 24      |
| 25      | Luisa Jiménez       | Puerto Rico     | 220.05     | 25         | 15     | 25      |
| 26      | Tiia Kivela         | Finlàndia       | 215.95     | 26         | 14     | 26      |
| 27      | Kim Chae-Hyon       | Corea del Sud   | 215.65     | 27         | 13     | 27      |
| 28      | Maria Polyakova     | Rússia          | 215.45     | 28         | 12     | 28      |
| 29      | Leung Sze Man       | Hong Kong       | 214.75     | 29         | 11     | 29      |
| 30      | Diana Pineda        | Colòmbia        | 214.35     | 30         | 10     | 30      |
| 31      | Maxime Eouzan       | França          | 209.60     | 31         | 9      | 31      |
| 32      | Lei Sio I           | Macau           | 209.10     | 32         | 8      | 32      |
| 33      | Celine van Duijn    | Països Baixos   | 205.35     | 33         | 7      | 33      |
| 34      | Alicia Blagg        | Regne Unit      | 205.00     | 34         | 6      | 34      |
| 35      | Nicole Gillis       | Sud-àfrica      | 198.70     | 35         | 5      | 35      |
| 36      | Huang En-tien       | Xina Taipei     | 189.75     | 36         | 4      | 36      |
| 37      | Johanna Johannson   | Suècia          | 186.70     | 37         | 3      | 37      |
| 38      | Jenifer Benítez     | Espanya         | 185.00     | 38         | 2      | 38      |
| 39      | Lo I Teng           | Macau           | 155.40     | 39         | 1      | 39      |